# Antillanthus moldenkei
Antillanthus moldenkei là một loài thực vật có hoa trong họ Cúc. Loài này được (Greenm. ex Greenm. & Alain) B.Nord. mô tả khoa học đầu tiên năm 2006.